# ارطه
ارطه یکی از شهرهای استان مازندران ایران است. این شهر از بخش مرکزی قائمشهر در شهرستان قائم‌شهر واقع شده‌است. بر اساس سرشماری سال ۱۳۹۵، جمعیت این شهر حدود ۱۰٬۳۲۷ نفر بوده‌است. مردم ارطه از قومیت طبری هستند و به زبان مازندرانی گویش می‌کنند.
این شهر در سال ۱۳۹۰ از روستاهای-به ترتیب قادیکلاارطه، بورخیل ارطه، ابوخیل ارطه، جوجاده ارطه، قاسم‌خیل‌ارطه، کفشگرکلاارطه و افراتخت، ازدهستان بیشه‌سر به منطقه شهری به مرکزیت قادیکلا ارطه با کد تقسیماتی ۷۱۱۵۲ تأسیس شد.

## جمعیت
بر اساس سرشماری سال ۱۳۹۵ جمعیت این شهر برابر با ۱۰٬۳۲۷ نفر جمعیت بوده‌است. مردم ارطه به گویش قائمشهری که گویشی از زبان مازندرانی است صحبت می‌کنند.

## موقعیت جغرافیایی
این شهر، از نظر تقسیمات سیاسی، در حوزه بخش مرکزی شهرستان قائم‌شهر واقع است. در مرداد ماه ۱۳۹۰بنا بر پیشنهاد وزارت کشور، روستای قادیکلا ارطه مرکز دهستان بیشه سر از بخش مرکزیشهرستان قائم‌شهر به شهر تبدیل شد و به عنوان شهر ارطه شناخته شد. تعداد جمعیت این شش روستا بیش از ۱۰ هزار نفر، می‌باشد. شهر دارای کتابخانه عمومی، مدارس دوره‌های مختلف تحصیلی، ۵۷۰ هکتار زمین کشاورزی دیم، ۹۰۵ هکتار زمین کشاورزی آبی، یکهزار و ۶۶۵ طرح هادی اجراء شده، ۱۲ اب بندان، ۶۴۵ هکتار سطح زیر کشت برنج و ۹۰هکتار سطح زیر کشت صیفی جات نیز می‌باشد.
در سفرنامهٔ ناصرالدین شاه اشاره شده‌است که ارطه منطقه ایی باتلاقی بوده و مشکل تردد در آن وجود داشته‌است، وقتی ایشان از راه شاه عباسی می‌گذشتند و از نقاط مختلف مازندران دیدن می‌کردند وقتی از منطقهٔ ارطه که جزء علی‌آباد است عبور می‌کردند این ناحیه آنقدر باتلاقی بود که اسبهایشان در گل و لای گیر کرد و مشکل تردد داشتند؛ که این خود گواهی است بر بالا بودن سطح آب ارطه. نخست در این منطقه نواحی جلگه ایی اختصاص به کشاورزی داشته و فقط زمین‌های زراعی مردم در آن واقع بوده و مردم خود در کوهپایه‌ها و ارتفاعات مستقر بودند و این ادامه داشت تا اینکه فردی به نام میرزا جعفر غیبی ارطه‌ای با کانال کشی و حفر نهرهای زراعی و هدایت آن‌ها به سمت آبندانها مشکل باتلاقی بودن این ناحیه را حل کرد.

## پوشش گیاهی و جنگلی
اولین و کم ارتفاع‌ترین روستا قادی‌کلاارطه می‌باشد که امامزاده سید مهدی را بر بلندای تپه‌ای زیبا در دل خود جای داده و مرتفع‌ترین و جنوبی‌ترین روستا افراتخت با طبیعتی بسیار بکر و زیبا همراه با جنگل‌های طبیعی (جنگلی با نام محلی شالتماس که برگرفته از نام شاه طهماسب می‌باشد) و همچنین قدمت تاریخی در دامنه‌های کوهپایه شمالی جنگلهای البرز قرار گرفته و زمستانها آب و هوایی نسبتاً سرد تر ولی به ندرت برفی از مرکز شهر داراست.

## تاریخچه

### دوران باستان

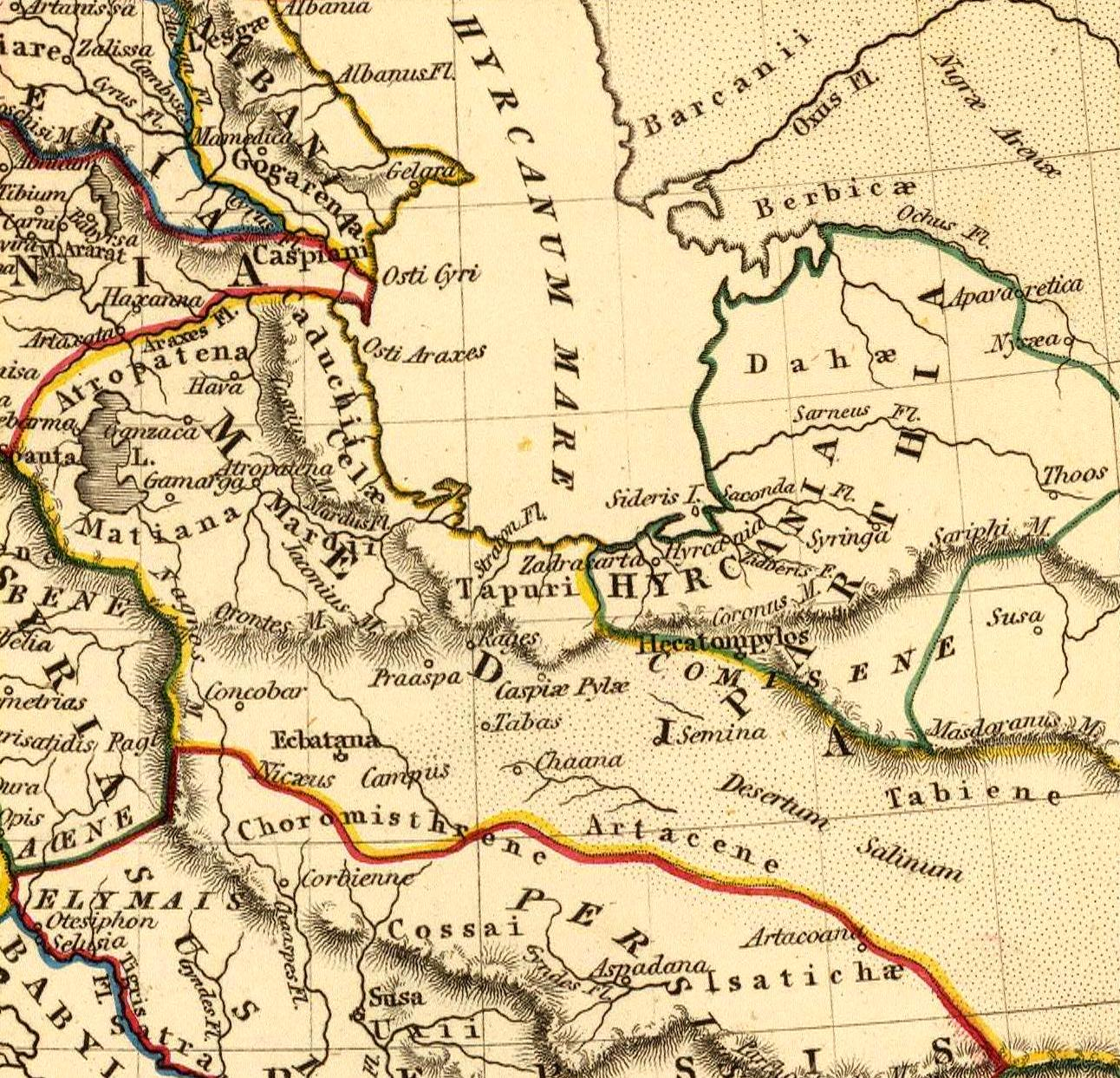
موقعیت تپورها در قرن دوم قبل از میلاد، از شرق سپیدرود تا اسرم هیرکانیا

استان مازندران پیش از اسلام تپورستان (به پهلوی: ) نامیده می‌شد که برگرفته از نام قوم تپوری (به یونانی: Τάπυροι) می‌باشد که پس از اسلام قوم طبری نام گرفتند و سرزمینشان طبرستان نامیده شد.
به گفته واسیلی بارتلد تپوری‌ها در قسمت جنوب شرقی ولایت سکونت داشتند و در قید اطاعت هخامنشیان درآمده بودند و آماردها مغلوب اسکندر مقدونی و بعد مغلوب اشکانیان شدند و اشکانیان در قرن دوم ق.م. آنها را در حوالی ری سکونت دادند و اراضی سابق آماردها به تپوری‌ها اهدا شد و بطلمیوس در شرح دیلم یعنی قسمت شرقی گیلان در ساحل بحر خزر در آن زمان از تپوری‌ها نام می‌برد.به گفته یحیی ذکا در «کاروند کسروی» آورده‌است: آماردان یا ماردان، در زمان لشکر کشی اسکندر مقدونی به ایران، این تیره در مازندران نشیمن می‌داشتند و آن هنگام هنوز قبایل تپوران به آنجا نیامده بودند. به گفته مجتبی مینوی قوم آمارد و قوم تپوری در سرزمین مازندران می‌زیستند و تپوری‌ها در ناحیه کوهستانی مازندران و آماردها در ناحیه جلگه‌ای مازندران سکونت داشتند. در سال ۱۷۶ ق. م فرهاد اول اشکانی قوم آمارد را به ناحیه خوار کوچاند و تپوری‌ها تمام ناحیه مازندران را فرو گرفتند و تمام ولایت به اسم ایشان تپورستان نامیده شد. شهرهای آمل، چالوس، کلار، سعیدآباد و رویان جزئی از سرزمین قوم تپوری بودند.

### پیشینه
کتاب «تاریخ مازندران باستان» تألیف طیار یزدان پناه لموکی به نقل از تاریخ تبرستان ابن اسفندیار آورده‌است که ارطه:
دهستانی است به ظاهر باستانی دارای مجموعه‌ای از چند روستا با نام‌های کشی کلا(kasikeIa)، جوجاده (jojadeh)، قادیکلا(qadikeIa)، قاسم خل (qasemxeI)، ابوخل (aboxel) – و بورخل (borxel)- واقع در هشت کیلومتری شمال خاوری قائم شهر (شاهی سابق) است که دانسته نیست از چه زمانی به این نام شهرت یافته‌است. از پسوند خل (xel) در آخر سه نام «قاسم خل»، «ابوخل» - و «بورخل» - برمی آید که منطقهٔ مورد نظر نیز بعد از اسلام محل دامداری بوده‌است؛ زیرا خل در گویش مازندرانی به معنی «بنه» است.
در کتاب تاریخ طبرستان آمده‌است که ابوالعباس طوسی در زمان فرمانروایی بر طبرستان، برای تسلط بر امور طبرستان و جلوگیری از شورش مردم، چهل و پنج پاسگاه در سراسر آن ناحیه تأسیس کرد و هر پاسگاه عده ای نیرو گماشت. محل یکی از این پاسگاه‌ها «ارتاه» بود که با پانصد نیروی طبرستانی اداره می‌شد. به اعتقاد مورخین ارطه امروزی همان ارتاه می‌باشد که نام ان در تاریخ آمده‌است.
ناصرالدین شاه در سفر اول به مازندران در عبور از علی‌آباد به ساری، دربارهٔ ارطه می‌نویسد: طرف دست راست محال ارطه است که جز علی‌آباد است. جمعیت و آبادی زیاد داشت که در سر راه ایستاده بودند.
ناصرالدین شاه در سفر دوم نوشت: بعد از ناهار از قریه ارطی که میرزا زکی آقا علی‌آبادی و غیره است گذشتیم. این ده خیلی بزرگ و آباد است. دو هزار جمعیت دارد.
ملگونف که در سال ۱۸۶۰ میلادی به ایران آمد بود و از شهرهای مازندران دیدن کرده بود، در سفرنامهٔ خود نوشته‌است: آراته (ارطه/ارته) در دو فرسنگ و نیمی ساری در نزدیکی کوهستان است. اهالی این روستا هیزم شکن اند.

### آثار باستانی

#### فهرست آثار باستانی ملی ثبت‌شده
- حمام بورخیل ارطه، به شماره ثبت ۱۲۵۵۸

حمام بورخیل ارطه مربوط به دوره قاجار است و در شهرستان قائم شهر، بخش مرکزی، روستای بور خیل ارطه واقع شده و این اثر در تاریخ ۱۱ مرداد ۱۳۸۴ با شمارهٔ ثبت ۱۲۵۵۸ به‌عنوان یکی از آثار ملی ایران به ثبت رسیده‌است.
- تپه دینه کفشگرکلای ارطه به شماره ثبت ۱۰۲۷۳

تپه دینه کفشگرکلای ارطه مربوط به هزاره اول قبل از میلاد است و در شهرستان قائم شهر، روستای کفشگرکلای ارطه واقع شده این اثر در تاریخ ۱ مهر ۱۳۸۲ با شمارهٔ ثبت ۱۰۲۷۳ به‌عنوان یکی از آثار ملی ایران به ثبت رسیده‌است.
- امامزاده سید مهدی قادیکلاارطه

امامزاده بر بلندای تپه قرار داشته و سال‌های نه چندان دور چشمه‌ای از آن می‌جوشید.
پیرتکیه ارطه
پیر تکیه ابوخیل ارطه مربوط به دوره انتهای حکومت صفویان می‌باشد از آثار باستانی که با خشت کل وساروچ وبا نقاشی‌های زیبا روری دیوار خارجی وداخلی بنا شده‌است.

## مشاهیر و نام آوران
- هادی خناری‌نژاد:ورزشکارایرانی رشته ژیمناستیک است که قهرمان جهان در رقابتهای جام جهانی ژیمناستیک در شهر «استراوا» کشور چک می‌باشد
- مطهره اسدی:شطرنج باز هشت ساله قائمشهری که در مسابقات قهرمانی رده‌های سنی جهان با کسب ۱۰ پیروزی و تنها یک تساوی موفق شد عنوان قهرمانی جهان را به خود اختصاص دهد.
- مهرداد کفشگری: بازیکن تیم فوتبال پرسپولیس
- علی فتحی: قهرمان ووشو تیم ملی ایران
- هادی فوقی: مربی، داور و قهرمان ملی هنرهای رزمی، استاد دانشگاه
- امید کفشگری:مربی و داور ملی کاراته
- عبدالله رضیان: نمایندهٔ مجلس شوراء اسلامی
- خلیل الله زارع : شهردار ارطه
- پرهام کاکوئی: دکتر و داروساز ارطه